# 삼엽형관박쥐
삼엽형관박쥐(Rhinolophus trifoliatus)는 관박쥐과에 속하는 박쥐의 일종이다. 브루나이와 인도, 인도네시아, 말레이시아, 미얀마, 싱가포르, 태국에서 발견된다. 보르네오섬 현지에서는 해발 최대 1,800m까지의 망그로브 숲에서 발견된다.

## 특징
중간 크기의 박쥐로 전완장은 47~52mm이고, 몸무게는 10.5~18g이다. 솜털같은 연한 회색 털이 덮여 있으며, 노란 잎코와 귀 멤브레인을 갖고 있다.

## 생태 및 습성
삼엽형관박쥐는 열대우림 일차림과 이차림 하층에서 포획되었다. 독거 생활을 하는 종으로 간주되며, 노출된 잎 아래에 거꾸로 매달려 생활하는 모습이 관찰되었다. 신열대구 온두라스흰박쥐와 마찬가지로 희미한 털 색은 잎에 매달려 지낼 때 잎을 통과하는 햇빛이 박쥐를 녹색으로 보이게 함으로써 위장을 할 수 있도록 적응한 결과로 간주된다.